# Família de compostos

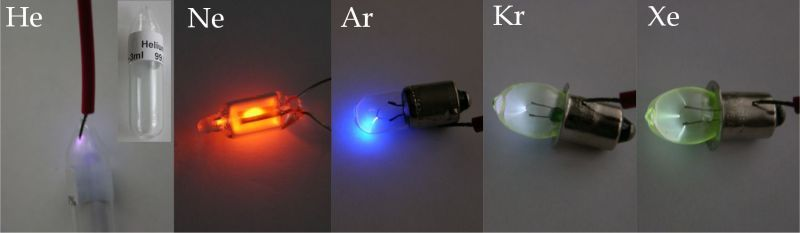
O grupo de substâncias dos gases nobres, aqui em sua própria luz emitida: todos os gases nobres são, por exemplo, incolores, inodoros, extremamente inertes e, portanto, não inflamáveis.

Uma família, classe ou grupo de substâncias, em Química, é um grupo de substâncias com propriedades químicas específicas comuns.
Estas propriedades químicas são derivadas a partir de um átomo ou grupo de átomos comuns, como numa molécula, formando um grupo funcional, ou das características referidas.
Quanto às substâncias puras, existem duas classes principais de substância que podem ser distinguidas: as substâncias orgânicas e as inorgânicas. Estes grupos podem ser ainda divididos em outras classes (subclasses, por exemplo) de substâncias, como ácidos, sais, óxidos, entre as substâncias inorgânicas; e álcoois, cetonas, aldeídos, etc, entre as orgânicas.
Um grupo ou classe de substâncias é entendido em química como sendo todas as substâncias que podem ser agrupadas por uma propriedade comum. Qualquer substância pode pertencer a vários grupos, dependendo de qual propriedade é usada para classificá-las, como, por exemplo, entre as substâncias orgânicas, um álcool que também seja aldeído, uma cetona que também seja um álcool. Não existe um número fixo de possíveis grupos, mas dependendo da ocasião e funcionalidade a ligação a um novo grupo de substâncias pode ser definida. 
A substância do grupo de compostos de carbono inclui, por exemplo, todas as substâncias cuja estrutura básica compreende átomos de carbono. Também pode haver classes definidas como seus átomos isolados e não compondo molécula alguma, como os gases nobres como o hélio, neônio, etc, embora existam compostos desses elementos, que por sua vez, compõe o grupo de substâncias derivadas de gases nobres.

## Subdivisões
Basicamente, existem os grupos principais entre as substâncias puras (classes), os elementos químicos ou compostos químicos que são compostos por dois ou mais elementos. Os elementos químicos podem ser divididos na tabela periódica, de acordo com as suas propriedades metálicas e à sua posição, por sua vez, relacionados pelo seu modo de ligação, formando grupos e subgrupos de elementos.
Outras subdivisões principais são:
- No grupo de substâncias entre os elementos dos metais e não-metais;
- os compostos iônicos, moleculares com metais (sais, ligas, etc.).